# Joseph Webber Jackson
Joseph Webber Jackson, född 6 december 1796 i Cedar Hill, Georgia, död 29 september 1854 i Savannah, Georgia, var en amerikansk politiker och jurist. Han var ledamot av USA:s representanthus 1850–1853. Han blev först invald i kongressen som demokrat och omvaldes som kandidat för States Rights-rörelsen.
Jackson studerade juridik och arbetade därefter som advokat.  Han var borgmästare i Savannah 1826–1828.
Jackson efterträdde 1850 Thomas Butler King som kongressledamot och efterträddes 1853 av James Lindsay Seward.